# شهرستان کراسنوکامسکی
شهرستان کراسنوکامسکی (روسی: Краснока́мский райо́н) یک شهرستان در ایالت باشقیرستان در کشور روسیه است.